# Korneliuskirche (Berlin)
Koordinaten: 52° 33′ 33,4″ N, 13° 20′ 39,3″ O
Die Korneliuskirche ist eine evangelisch-lutherische Kirche im Berliner Ortsteil Wedding des Bezirks Mitte, sie steht auf dem Grundstück Dubliner Straße 29 und ist Bestandteil eines Gemeindezentrums, das von Hans Christian Müller im Baustil der Nachkriegsmoderne entworfen wurde. Die Gemeinde gehört zum Kirchenkreis Berlin Nord-Ost der Evangelischen Kirche Berlin-Brandenburg-schlesische Oberlausitz.

## Geschichte
Nach dem Ersten Weltkrieg nahm die Bevölkerung und damit die Bautätigkeit im Wedding stark zu, unter anderem entstand das Afrikanische Viertel. Deshalb überlegte die Kapernaum-Gemeinde bereits in den 1930er Jahren, für die Bevölkerung dieses Gebiets eine eigenständige Gemeinde zu gründen und ein Gotteshaus zu bauen. Zu diesem Zweck gründete sich der Kornelius-Kirchbauverein, der durch intensive Spendensammlung das Geld für den Bau eines Kindergartens, eines Kirchengebäudes und eines Gemeindehauses aufbrachte. Seit 1927 nutzten die evangelischen Gläubigen des Gebietes Kapernaum-Nord die Friedhofskapelle des Domfriedhofs an der Müllerstraße zum Gottesdienst. Für die Bautätigkeit im Nordteil der Kapernaum-Gemeinde hatte die Berliner Synode bereits vor dem Zweiten Weltkrieg das Eckgrundstück Edinburger Straße / Dubliner Straße erworben. Im Jahr 1943 wurde die Friedhofskapelle kriegszerstört. Bis zu ihrem Wiederaufbau diente den Christen ein Raum an der Ofener Straße, später ein Raum der Lessingschule an der Schöningstraße, als Kirchsaal. Bei der Wiedereinweihung der Kapelle an der Müllerstraße am 25. Mai 1950 erhielt sie den Namen „Korneliuskirche“ nach dem heiligen Cornelius, Bischof von Rom im 3. Jahrhundert. Zum 1. Oktober 1953 wurde die Korneliusgemeinde formell gegründet. Neben der Kapelle an der Müllerstraße hatte die Gemeinde für ihre Zwecke ein kleines Ladenlokal im Haus Glasgower Straße 27a zur Verfügung. Im Jahr 1959 war das eigene Gemeindehaus an der Edinburger Straße fertig. 1964 wurde die Kindertagesstätte fertiggestellt, und 1975 schließlich die Kirche an der Dubliner Straße eingeweiht. Sie übernahm den Namen von der vorherigen Kapelle.

## Baubeschreibung

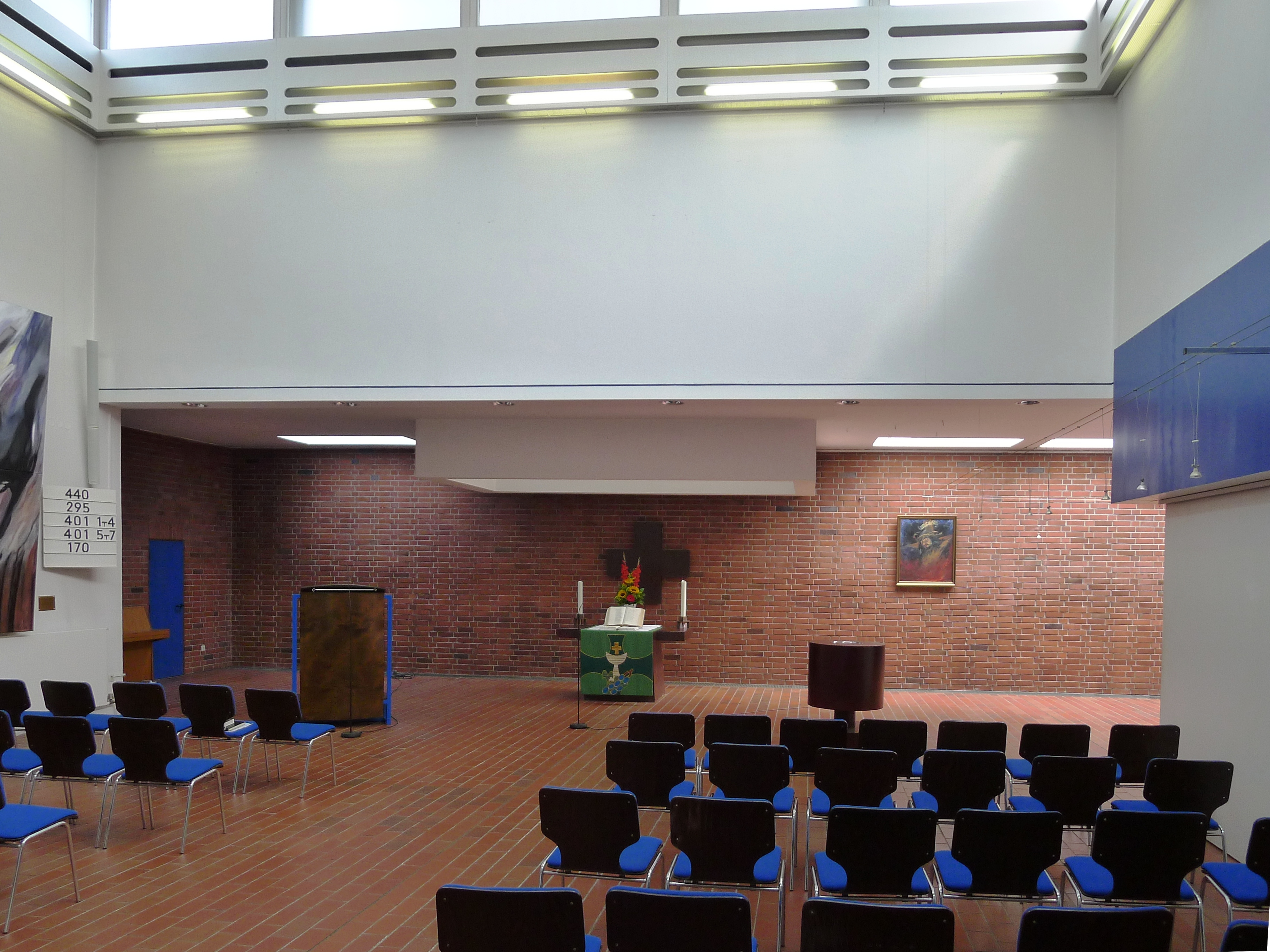
Innenraum (2014)

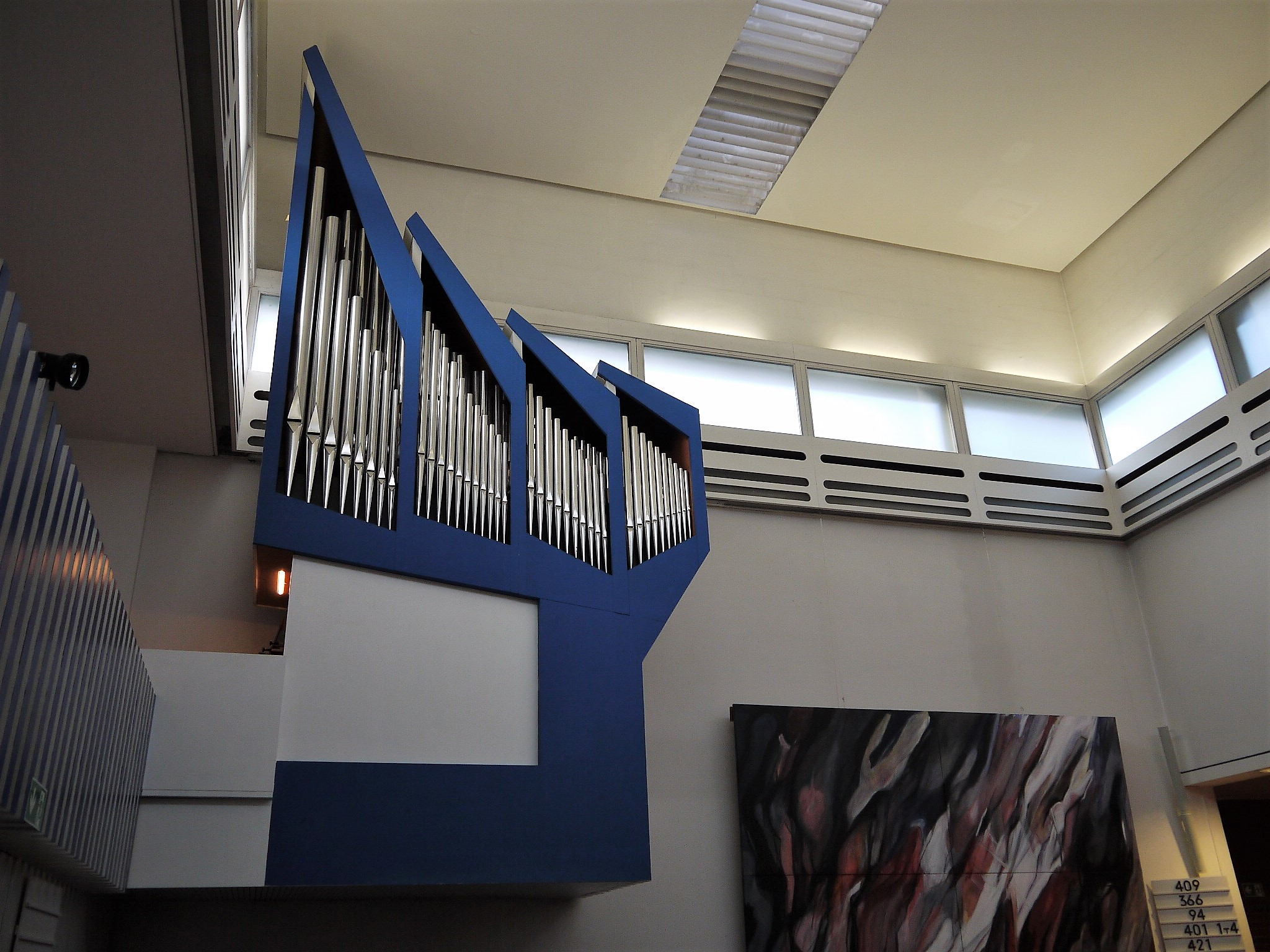
Blick zur Orgel

Der Gebäudekomplex hat mehrere Baukörper. An die zuerst errichtete Kindertagesstätte wurde die Kirche angebaut. Das Gemeindehaus steht frei. Die verschachtelten Quader des Gebäudetrakts bilden gestaffelte Geschosse. Zwei Türen führen in den niedrigen Vorraum der Kirche. Rechts befindet sich das Kirchencafé, links sind die Toiletten. Durch eine weitere Tür wird das Langhaus betreten. Es hat einen quadratischen Grundriss und bietet 180 Sitzplätze. Hier ist das Bauwerk am höchsten. Bei Bedarf kann die Zahl der Sitzplätze durch Öffnen zweier Schiebetüren erweitert werden. Bei geschlossenen Schiebetüren befindet sich vor der Altarwand ein Querschiff. Dieser Bereich ist eingeschossig, ebenso der hinter den Schiebetüren. Das hohe Langhaus wird ringsum durch Obergaden erhellt, ferner durch kreuzförmig angeordnete Oberlichte auf dem Flachdach. Direkt über dem einfachen hölzernen Altartisch hat das Flachdach einen Aufsatz, durch den Licht auf den Altar fällt.
Die 1980 geweihte Orgel von Georg Jann hat zwei Manuale, Pedal und 15 Register.
Wegen des starken Rückgangs der Gläubigen im Bereich der Gemeinde – waren es im Jahr 2000 noch rund 5000 Gemeindeglieder, so reduzierte sich deren Anzahl auf 3200 im Jahr 2014 – hatte der Gemeindekirchenrat, zu dem auch die Kapernaumgemeinde gehört, über bauliche Sanierungsmaßnahmen zu entscheiden. Im Jahr 2001 kam folgender Beschluss zustande: „In der Korneliusgemeinde sollen nach Auffassung des GKR die Kita und die Kirche langfristig erhalten bleiben. Deshalb wird beantragt, den Erhalt dieser Gebäude auch in Zukunft durch Baumittel des Kirchenkreises zu sichern.“
Die verfügbaren Zuwendungen aus Kirchensteuermitteln machen weniger als ein Drittel der benötigten Unterhalts- und Sanierungskosten aus.